# ابدیا کرتو
ابدیا کرتو (به لاتین: Abbadia Cerreto) یک سکونتگاه مسکونی در ایتالیا با جمعیت ۲۷۴ نفر است که در استان لودی واقع شده‌است.